# ナイトホークカスタム
ナイトホークカスタム（NightHawk Custom）は、アメリカ合衆国の小火器メーカー・小火器部品メーカーの1つである｡
高級カスタムガンメーカーのウィルソンコンバットに在籍していたガンスミスが立ち上げたカスタムガンメーカーである｡
創業者の一人､マーク･ストーンは
｢ガンスミスの創造性は重要なファクターではあるが､ゴールは常に顧客の高い信頼を得ることだ｣
と発言しており､同社のカスタムガンの方向性を位置づけている｡
拳銃のカスタムに始まった同社は、現在ではライフル､ショットガン､ナイフなどの武器製造にも手を広げている｡

## 会社概要
主に製造しているのは、45口径の拳銃やそのパーツ類である。
ナイトホークはウィルソンと同じような高級路線のカスタムガンを製造しており､その品質や顧客満足度には定評がある｡

## 製品

### ナイトホークカスタム
オリジナルのナイトホークカスタムはコンペティションシューティングに特化して作られ､高精度･高耐久･確実な動作性を持っている｡
タロン･ドミネーター･プレデターなどの種類があるが､これらは全てベースガンでありグリップからサイトピクチャーまで細部にわたるカスタマイズが可能となっている｡
ベースモデルは5インチ(タロン)･4.3インチ(タロン2)、タロン2ボブテイルグリップモデルなどがあり、価格の範囲は1500ドルから3500ドルとかなり高額な部類に入る｡
表面処理にはSiC(炭化珪素)コーティングの一種｢パーマコート｣を採用し、耐塩水性能や耐薬品性能が母材から飛躍的に向上している｡

### リチャード･ヘイニーモデル
ハンドガンシューティングの世界において､高い地位を勝ち得ているリチャード･ヘイニーは、シューティングマッチでナイトホークのカスタムガンと出会い､自分がコンペティションで使用するカスタムガンをナイトホーク社に依頼することでコラボレーションモデルが誕生した｡
それが｢レディホーク｣｢PDP｣｢タクティカルキャリー｣である｡
ヘイニーモデルはすでにあらゆる改良を受けており一般の顧客はヘイニーモデルについてはカスタマイズ内容の変更をすることはできない｡
レディーホークは薄いグリップや軽量化など女性がコンシールメントウェポンとして使用することを前提としているが､使用する弾薬は撃ちやすい9mm×19ではなくマンストッピングパワーを重視して45ACPを採用している｡